# Ласказер
Ласказе́р (фр. Lascazères, окс. Lascasèras) — коммуна во Франции, находится в регионе Юг — Пиренеи. Департамент — Верхние Пиренеи. Входит в состав кантона Кастельно-Ривьер-Бас. Округ коммуны — Тарб.
Код INSEE коммуны — 65264.

## География
Коммуна расположена приблизительно в 630 км к югу от Парижа, в 120 км западнее Тулузы, в 32 км к северу от Тарба.
На востоке коммуны протекает река Луэт.

## Климат
Климат умеренно-океанический с солнечной тёплой погодой и обильными осадками на протяжении практически всего года.

## Население
Население коммуны на 2010 год составляло 303 человека.
| 1962 | 1968 | 1975 | 1982 | 1990 | 1999 | 2010 |
| ---- | ---- | ---- | ---- | ---- | ---- | ---- |
| 347  | 336  | 384  | 315  | 265  | 249  | 303  |

## Администрация
| Период | Период | Фамилия         | Партия | Примечания |
| ------ | ------ | --------------- | ------ | ---------- |
| 2001   | 2020   | Кристиан Бурбон |        |            |

## Экономика
В 2010 году среди 192 человек трудоспособного возраста (15-64 лет) 112 были экономически активными, 80 — неактивными (показатель активности — 58,3 %, в 1999 году было 68,3 %). Из 112 активных жителей работали 106 человек (61 мужчина и 45 женщин), безработных было 6 (5 мужчин и 1 женщина). Среди 80 неактивных 27 человек были учениками или студентами, 40 — пенсионерами, 13 были неактивными по другим причинам.

## Фотогалерея

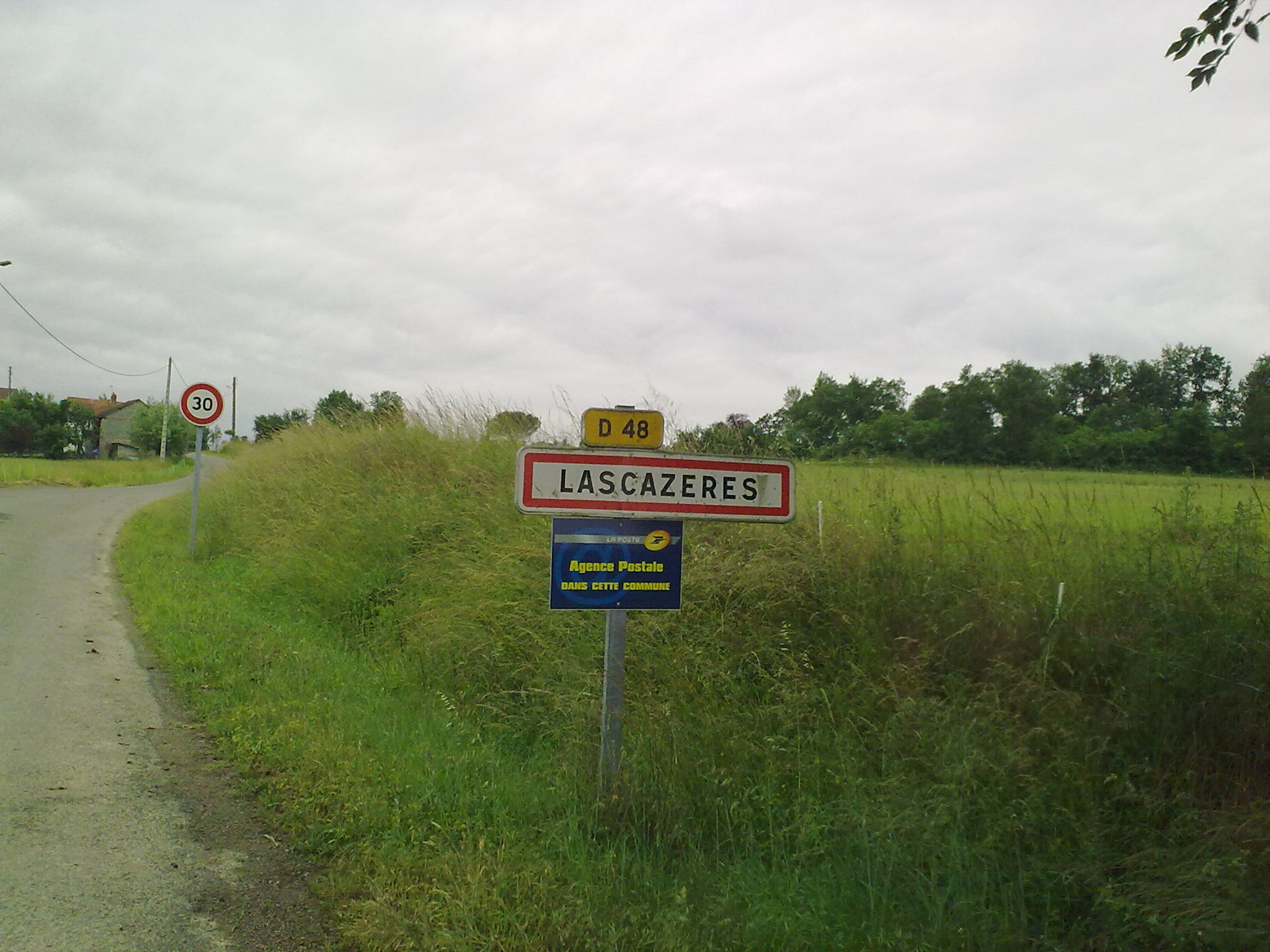
Въезд в Ласказер
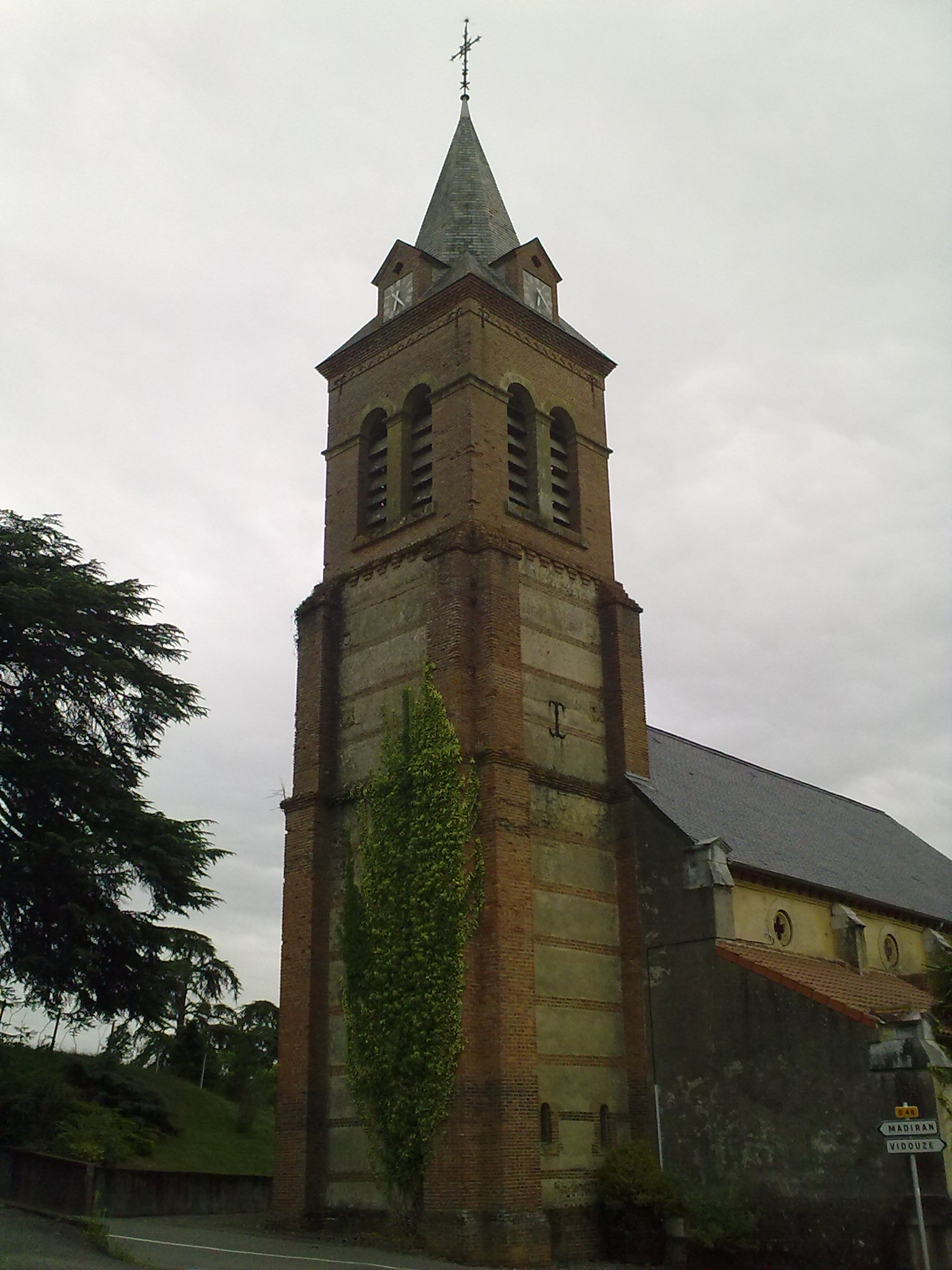
Церковь
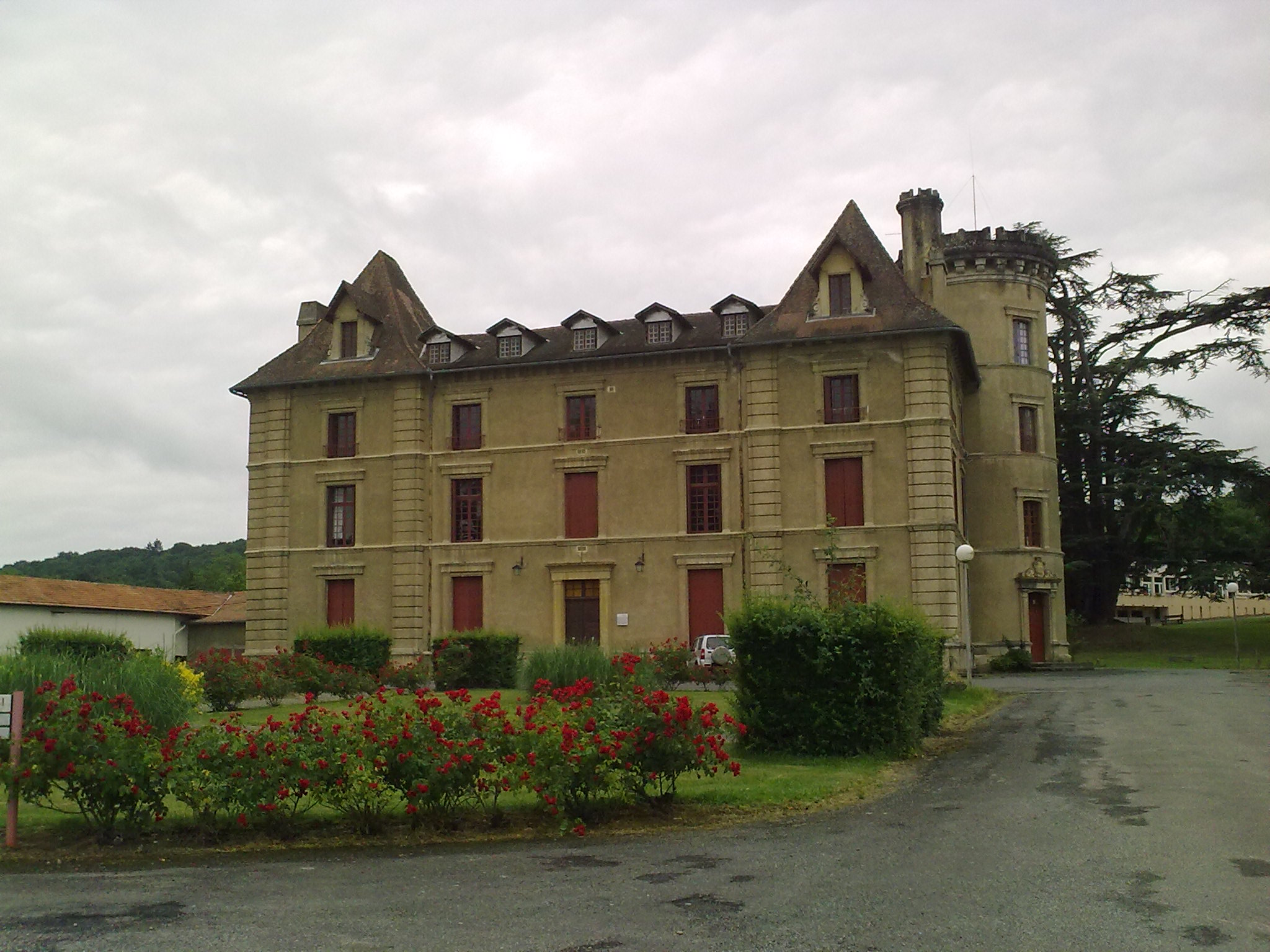
Замок Ласказер
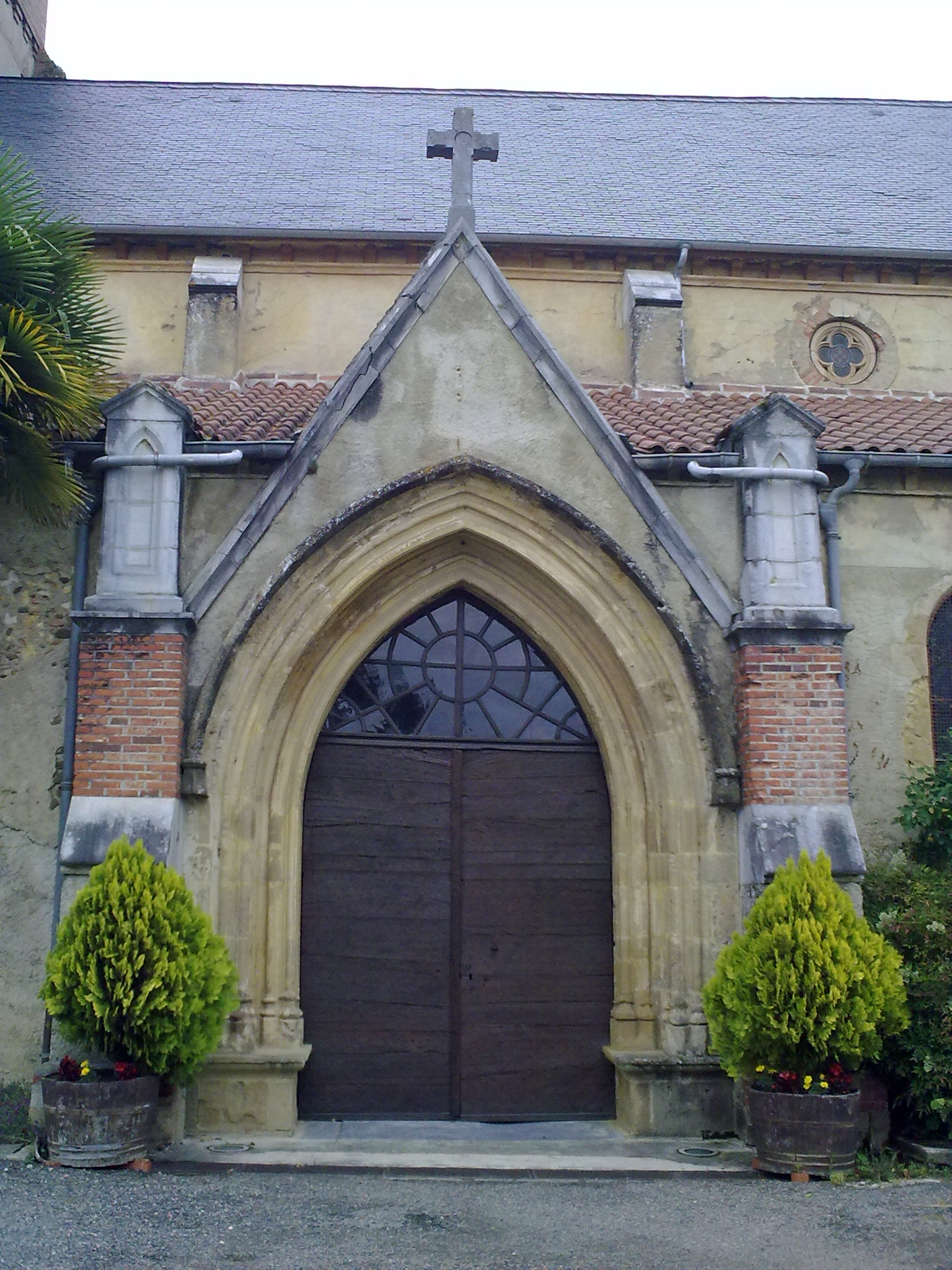
Портал церкви
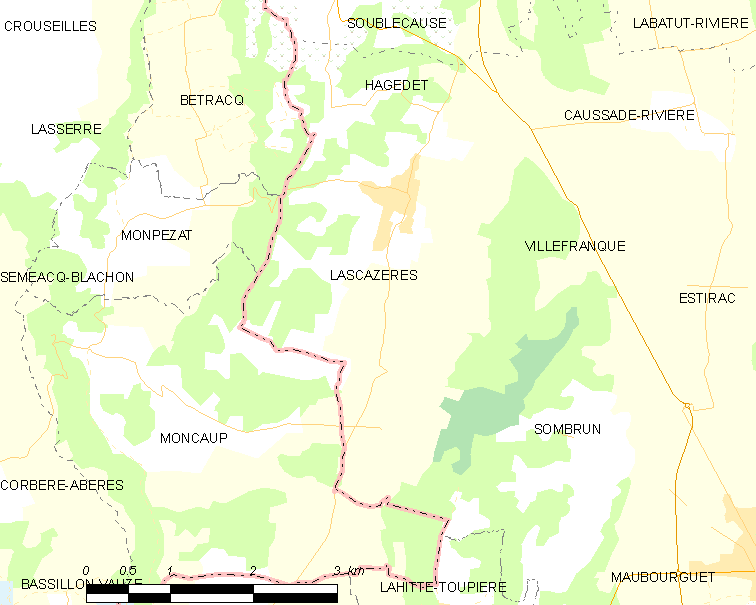
Карта коммуны